# 石坂泰三
石坂泰三（日语：石坂 泰三/いしざか たいぞう，1886年6月3日—1975年3月6日），是日本企业家。

## 生平
曾担任东芝株式会社社长、经团联会长，民间绰号为“金融首相”。